# Orthotrichia dilgri
Orthotrichia dilgri är en nattsländeart som beskrevs av Wells 1983. Orthotrichia dilgri ingår i släktet Orthotrichia och familjen smånattsländor. Inga underarter finns listade i Catalogue of Life.